# Panserkrydseren Potemkin
Panserkrydseren Potemkin (russisk: Броненосец «Потёмкин» tr. Bronenosets «Potjomkin») er en sovjetisk stumfilm fra 1925 af Sergej Eisenstein. Filmen anses som en milepæl i filmhistorien bl.a. grundet sin fortælleteknik og sin klipning og er ved flere lejligheder kåret til "Verdens bedste film".

## Handling
Filmen blev fremstillet i Sovjetunionen i 1925 og skildrer mytteriet på slagskibet Potemkim (ukorrekt benævnt panserkrydser på dansk) i 1905. Skibet var en del af Den kejserlige russiske flådes Sortehavsflåde og var placeret i den russiske (i dag Ukrainske) havneby Odessa. Mytteriet var en del af Den Russiske Revolution i 1905, hvorunder der blev gjort oprør mod zarens regime. Mytteriet blev senere af kommunisterne set som en forløber for oktoberrevolutionen i 1917.
Filmen viser de kummerlige vilkår, som flådens matroser levede under og skildrer deres oprør mod flådens officerer, hvor de overtager kontrollen med skibet. Oprørets leder, matros Vakulintjuk, bliver dræbt af en officer og hans lig bliver herefter lagt på lit de parade i Odessa. Matrosernes oprør opildner folkemasserne, der samles på Primorskijtrappen, hvor zarens kosakker i 1905 massakrerer folkemasserne. I en berømt scene fra filmen kører en løbsk barnevogn ned af trappen, mens kuglerne flyver om den. Scenen er senere kopieret af Brian De Palma i den amerikanske film De Uovervindelige fra 1987.